# Непомнящих Лев Мойсейович
Лев Мойсейович Непомнящих (нар. 25 лютого 1937 року, Ромни, Сумська область, УРСР, СРСР — пом. 23 серпня 2015 року, Новосибірськ, Росія) — радянський і російський патологоанатом, член-кореспондент РАМН (2004), член-кореспондент РАН (2014).

## Біографія
Народився 25 лютого 1937 року в м. Ромни Сумської області.
У 1963 році закінчив Новосибірський медичний інститут, потім була спеціалізація з патологічної анатомії, і призначення завідувачем патологоанатомічним відділенням Новосибірської міської клінічної лікарні № 2, де провів організацію прозектури і патоморфологічної лабораторії.
У 1966 році захистив кандидатську дисертацію, тема: «Гістохімія і морфологія гострої ішемії міокарда в експерименті та клініці».
З 1968 року працював на кафедрі патологічної анатомії Новосибірського державного медичного інституту. У 1970 році виступив організатором лабораторії патологічної анатомії та відділу патоморфології та морфометрії в Інституті клінічної та експериментальної медицини Сибірської філії Академії медичних наук СРСР.
У 1986 році захистив докторську дисертацію на тему: «Морфогенез та ультраструктурні основи загальнопатологічних процесів у серці: Комплексне патологоанатомічне та експериментальне дослідження».
У 1987 році науковцю присвоєно вчене звання професора.
У 1992 році Лев Непомнящих заснував НДІ регіональної патології і патоморфології Сибірського відділення РАМН (в даний час — Інститут молекулярної патології і патоморфології), директором якого був аж до 2015 року, а в подальшому — науковий керівник.
У 2004 році обраний членом-кореспондентом РАМН. У 2014 році став членом-кореспондентом РАН (в рамках приєднання Російської академії медичних наук і Російської академії сільськогосподарських наук до РАН).
Помер Лев Непомнящих 23 серпня 2015 року.

## Наукова діяльність
Лев Непомнящих засновник сибірської наукової школи морфологів і патологоанатомів, фахівець в області кардіологічних патологій.
Вів розробку ряду актуальних медико-біологічних проблем, зокрема, ультраструктурних і молекулярно-клітинних механізмів розвитку гострої і хронічної серцевої недостатності, хронізації патологічних процесів та індукції регенераторних реакцій, структурних основ адаптації до екстремальних екологічних факторів.
Сформулював і розробив вчення про провідну роль типів пошкодження і форм загибелі паренхіматозних клітин в морфогенезі гострих і хронічних патологічних процесів (альтеративна і регенераторно-пластична недостатність), виділив і вивчив універсальний синдром регенераторно-пластичної недостатності.
Представив концепцію про стратегії репаративної регенерації міокарда як високо-спеціалізованої і високодиференційованої тканинної системи.
Автор понад 500 наукових робіт; він автор і співавтор 6 відкриттів, 23 монографій, 3 навчально-методичних посібників з патологічної анатомії для викладачів медичних закладів вищої освіти, патенту на винахід.
Під його керівництвом було захищено 28 докторських і більше 60 кандидатських дисертацій.
Був віце-президентом Російського національного пироговського комітету, віце-президентом Європейської академії природничих наук, членом Наукової ради РАМН з морфології людини, заступником голови проблемної комісії «Морфологія» Міжвідомчої наукової ради з медичних проблем Сибіру, Далекого Сходу і Крайньої Півночі, членом президії Російського товариства патологоанатомів, членом редакційних колегій журналів «Бюлетень експериментальної біології і медицини», «Клітинні технології в біології та медицині», «Сибірський науковий вісник» та членом редакційних рад журналів «Архів патології» і «Бібліотека патологоанатома».

## Нагорода
- Заслужений діяч науки Російської Федерації (1993)[3]
- Медаль імені К. Е. Ціолковського (1990) — За заслуги в науковій діяльності
- Медаль імені академіка С. П. Королева (2002)
- Золота медаль і диплом премії РАМН імені М. І. Пирогова з медицини (1994) — за цикл робіт, що включає монографію «Морфогенез найважливіших загальнопатологічних процесів в серці» (1991)